# My Beautiful Dark Twisted Fantasy
A My Beautiful Dark Twisted Fantasy Kanye West, amerikai rapper és producer ötödik stúdióalbuma, amely 2010. november 22-én jelent meg. Az album akkor készült, mikor West visszavonult Hawaiira, hogy távol legyen a jogi problémáktól, amelyekkel 2009-ben küzdött. A felvételek a honolului Avex Recording Studioban történtek egy kommunális környezetben, több közreműködő előadóval. További felvételek a burbanki Glenwood Place Studiosban, illetve a New York-i Electric Lady és Platina Sound Recording Studiosban történtek.
Az album producere főként West volt, de esetenként közreműködött Mike Dean, No I.D., Jeff Bhasker, RZA, S1, Bink, és DJ Frank E is. Az album műfaját tekintve tartalmaz soul, barokk pop, elektronikus és szimfonikus stílusokat és progresszív rock elemeket is. Témáját tekintve a My Beautiful Dark Twisted Fantasy főként West státuszáról szól, mint celeb, az amerikai álom idealizmusáról, rasszról és a fogyasztói kultúráról. Vendégelőadók az albumon többek között Nicki Minaj, Rihanna, Bon Iver, Jay-Z, Pusha T, Rick Ross, Kid Cudi, John Legend, Elton John és Raekwon.
West az album dalait ingyen adta ki a GOOD Fridays sorozatán keresztül, amelyek között volt az album négy kislemeze (amelyek mind elérték a Billboard Hot 100 40 legjobb helyét), a Power, a Runaway, a Monster és az All of the Lights is. A rapper kiadott egy rövidfilmet az album mellett Runaway (2010) címen. A megjelenés utáni első hétben első helyen debütált a Billboard 200-on és 496 ezer példányt adtak el belőle. Végül tripla platina minősítést kapott az Amerikai Hanglemezgyártók Szövetségétől (RIAA).
A My Beautiful Dark Twisted Fantasy azonnal nagyon sikeres lett és nagyon sok év végi listán a legjobb albumnak nevezték. Az album 2012-ben Grammy-díjat kapott a Legjobb rap album kategóriában, de nem volt jelölve az Év albuma díjra, amely sokak szerint az egyik legnagyobb hiányzó volt a díjátadón. Az All of the Lights kislemez elnyerte mind a Legjobb rap dal és a Legjobb rap/ének együttműködés díjakat. West legjobb albumának tartják, több kiadás is a 2010-es évek legjobb albumának nevezte, a Rolling Stone Minden idők 500 legjobb albuma listáján 17. helyet ért el. Az album borítóját George Condo tervezte és minden idők egyik legjobbjának tartják.

## Háttér
Az albumot West önkéntes „száműzetése” közben készítette Oahun, Hawaiiban az Avex Honolulu Studióban, miután a rapper távol akart lenni a jogi problémáktól, amelyekkel 2009-ben küzdött. Miután sokan negatívan reagáltak viselkedésére a 2009-es MTV Video Music Awardson, magyarázat nélkül lemondta az Fame Kills turnéját Lady Gagával.

## Felvételek

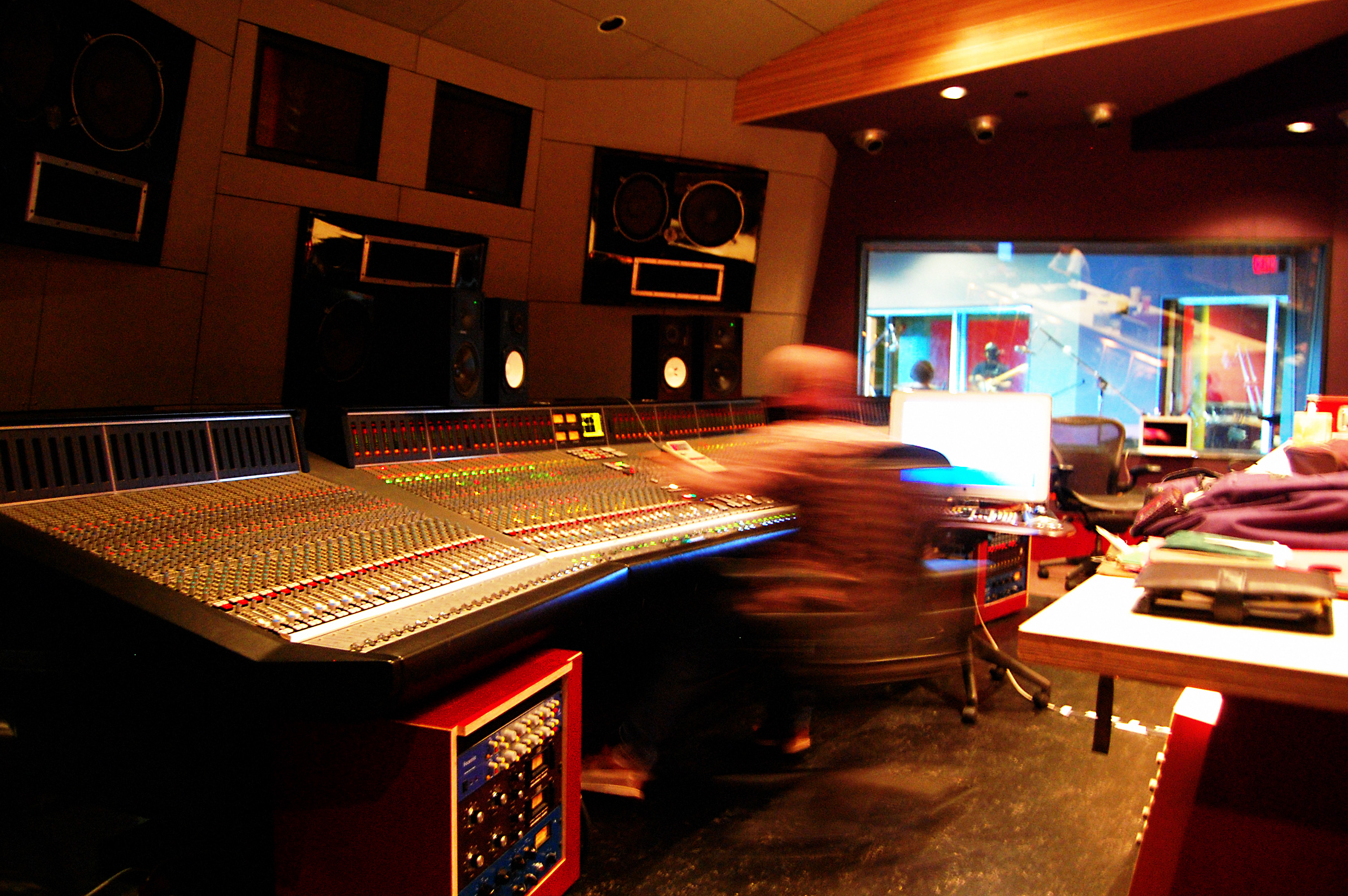
A honolului stúdió control roomja

A My Beautiful Dark Twisted Fantasyt az Avex Recording Stúdióban vették fel Honoluluban, Hawaiin. Ezek mellett történtek felvételek a Glenwood Place Studiosban Burbankben, illetve az Electric Lady Studiosban és a Platinum Sound Recording Studiosban New Yorkban. West több, mint 3 millió dollárt költött az albumra, amellyel minden idők egyik legdrágább lemeze volt. Előadók akik részt vettek az album elkészítésében: Raekwon, RZA, Pusha T, Rick Ross, Charlie Wilson, Big Sean, Cyhi the Prynce, Swizz Beatz, Dwele, Nicki Minaj, T.I., Drake, Common, Jay-Z, John Legend, Fergie, Rihanna, The-Dream, Ryan Leslie, Elton John, M.I.A., Justin Vernon, Seal, Beyoncé, Kid Cudi, Mos Def, Santigold, Alicia Keys és Elly Jackson. Producerek, akik dolgoztak az albumon Westtel: Q-Tip, RZA, DJ Premier, Madlib, Statik Selektah és Pete Rock. Madlib elmondása szerint ő maga öt zenei alapot készített az albumon, míg DJ Premiere azt mondta, hogy West elvetette alapjait.

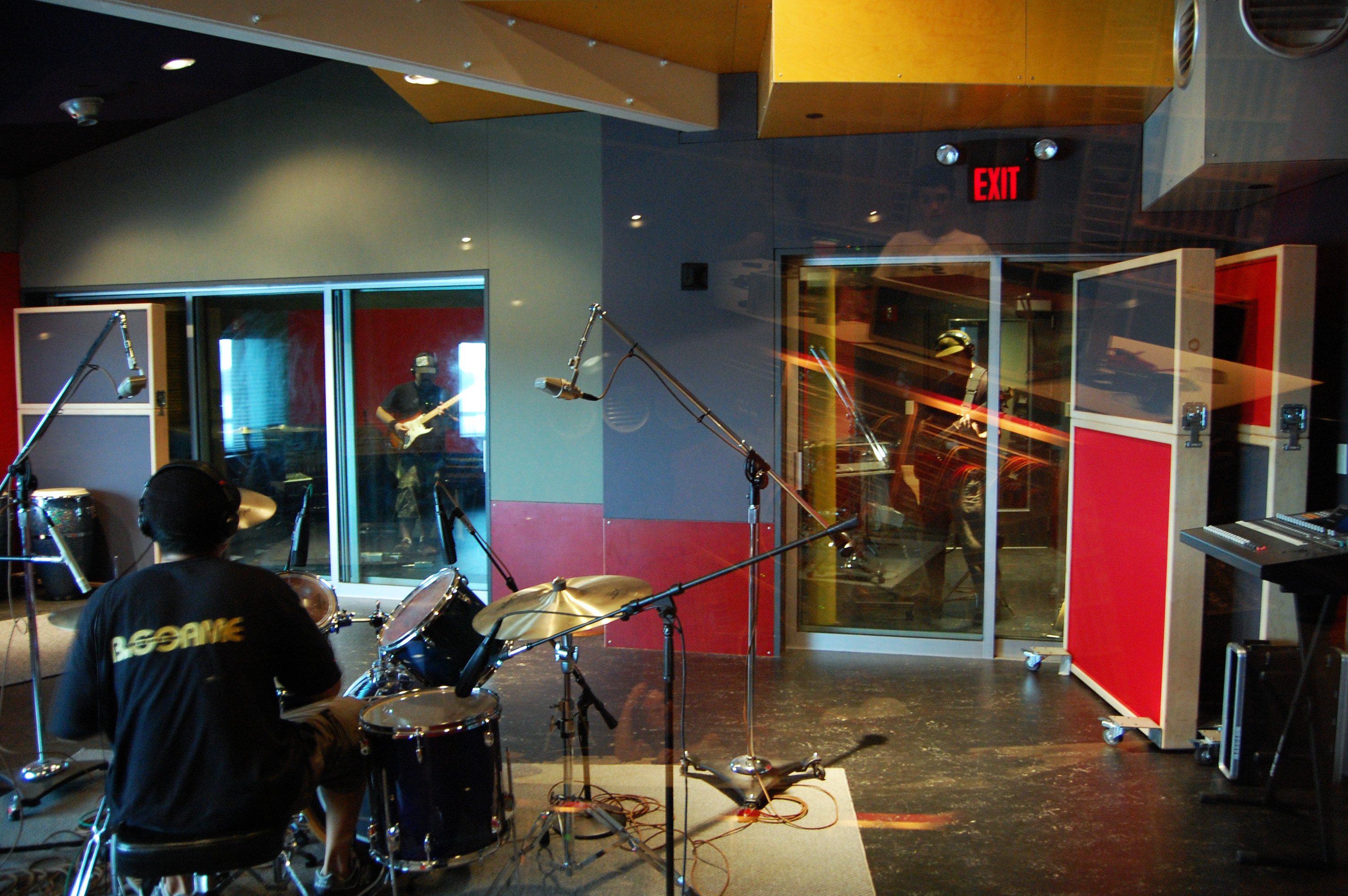
Az Avex Honolulu Studios

West, aki korábban az 808s & Heartbreaket is a honolului stúdióban vette fel, kivette a stúdió három szobáját egy időben, 24 órában. Callahan-Bever elmondása szerint „Mikor egy kreatív falba ütközik... átmegy egy másik stúdiószobába, hogy haladjon egy másik dallal.” West soha nem aludt egy teljes estét a villában, amit bérelt, hanem inkább rövidebb, 90 perces időszakokat pihent a stúdió székein. Hangmérnökei folyamatosan dolgoztak, miközben West járta a szobákat. Ez a kitartó munka ahhoz vezetett, hogy felvett két szakácsot, az egyik meleg-, a másik hidegételeket készített. A felvételek előtt West és a csapatának nagy része huszonegyeztek a helyi YMCA-ben. Kid Cudi marihuánát szívott és edzett, RZA szintén az edzés mellett döntött. West a Diamond Head rezidenciában tartott reggelit minden nap a csapatának.

Az album munkálatainak idején West kérte a közreműködő előadóit, hogy adjanak ötleteket az albumhoz. Callahan-Bever a következőt mondta: „Annak ellenére, hogy mekkora előadók voltak ott, az egók nem igazán ütköztek. Felvilágosodó, produktív beszélgetések voltak... azért vagyunk itt, hogy hozzájáruljunk és inspiráljunk.” Q-Tip azt mondta, hogy az egész úgy működött, mint egy zenei bizottság és kiemelte West munkamorálját:
Azt mondta mindig: „Hallgasd meg ezt, mondd el mit gondolsz.” Ami nagyon sokat elmond róla, hogy ki ő és hogy látja az embereket. Mindenkinek van hangja és ötlete, szóval őszintén figyel arra, hogy mit akarsz mondani – jó, rossz, mindegy... Mikor dolgozik az alapjain és ritmusain, felajánlja a bizottságnak és mind meg vagyunk hívva, hogy elemezzük, szétszedjük, vagy adjunk hozzá valamit. Az munka végére, látod, hogyan integrálja és alakítja át mindenkinek a hozzájárulásait. Egy igazi varázsló. Amit csinál az alkímia, tényleg.
Azért, hogy megelőzzön bármiféle szivárgást a munka idején, West olyan titkossá tette a munkálatokat, amennyire lehetett. Elrendelte a „Semmi tweeting, semmi beszélgetés, semmi e-mailezés” szabályát a munka ideje alatt. Pusha T a következőt mondta el a Rolling Stonenak: „Volt egy kiszivárogtatás, és emlékszem, hogy Kanye tombolt és üvöltözött, például 'Bassza meg! Soha nem fogunk többet ott dolgozni! Hotelszobákban folytatjuk a munkát!'” West végül a Watch the Throne albumot is hotelszobákban vette fel Jay-Z-vel.

## Cím, albumborító

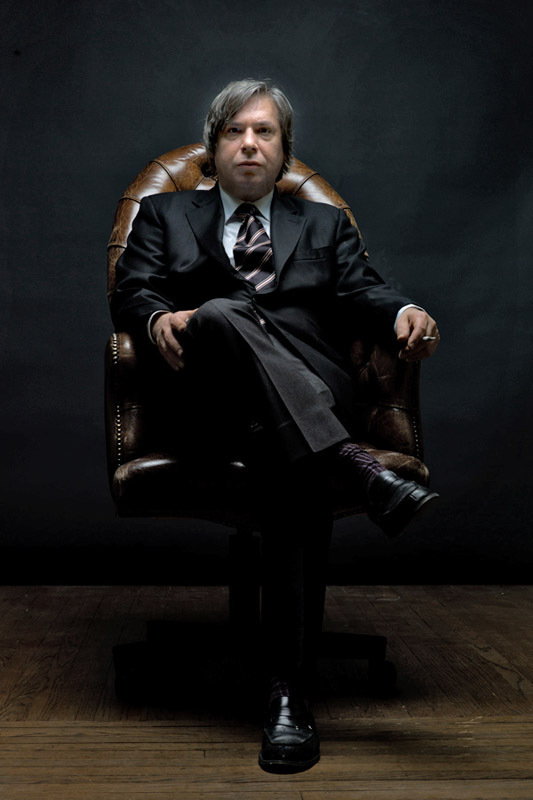
George Condo, az album borítójának tervezője

A My Beautiful Dark Twisted Fantasy eredetileg Good Ass Job címre hallgatott, majd Dark Twisted Fantasy címet kapta. Big Sean volt a második, aki bejelentette, hogy az album címe Good Ass Job lesz. 2010. július 24-én megjelent egy kép West weboldalán, amelyen My Dark Twisted Fantasy Trailer volt olvasható. 2010. július 28-án West bejelentette hivatalos Twitter fiókján, hogy „Az album címe már nem Good Ass Job. Jelenleg több különböző címen gondolkozom.” A hivatalos cím, a My Beautiful Dark Twisted Fantasy 2010. október 5-én lett bejelentve. A Good Ass Job címet végül West következő albumán használták, Chance the Rapperrel.
Az albumborítón, amelyet George Condo tervezett, West látható, ahogyan egy szárnyas, hosszú farkú nő ül terpeszben rajta. Mindketten meztelenül vannak megfestve. A festményt az amerikai festő New York-i stúdiójában készült, miután West órákat töltött el vele és együtt hallgatták a rapper zenéjét. A következő pát napban Condo kilenc festményt készített. Kettő portré volt Westről, egy másikon a lefejezve látszott, egy kard szúrva át a fején. Condo öt albumborítót készített, mind része volt az album hanglemezes verziójának. Egy festmény, amelyen egy ballerina látható végül a Runaway kislemez borítója lett.
Condo elmondása szerint West kérvényezte, hogy annyira provokatív legyen a festmény, hogy a kereskedők betiltsák. 2010 októberében, egy hónappal az album megjelenése előtt West a következőt tweetelte: „Yoooo betiltották az albumborítómat!!!!! Betiltották az USA-ban!!! Nem akarják látni, ahogy a főnixemmel vagyok a kanapén!” Elmondta azt is, hogy a Walmart elutasította a borítót, és a rapper a Nirvana 1991-es Nevermind albumát hozta fel példának, amelyen egy meztelen baba látható. „Szóval a Nirvanának lehet az albumborítóján egy meztelen ember, de nekem nem lehet egy FESTMÉNY egy kartalan, szárnyas szörnyről.” Ezt a Walmart egy közleményben cáfolta: „Izgatottak vagyunk Kanye West új albumával kapcsolatban és alig várjuk, hogy boltjainkba kerüljön... Nem utasítottuk el az albumborítót és nem is volt nekünk bemutatva.” Amely boltok nem fogadták el az eredeti albumborítót, ott a ballerina képével volt helyettesítve, vagy az eredeti volt cenzúrázva.
2011-ben a MusicRadar minden idők 50 legjobb albumborítója közé nevezte. 2015-ben a Billboard a főnixes festményt minden idők 30. legjobb albumborítójának nevezte meg. 2017-ben az NME a 21. század hetedik legjobbjának nevezte.

## Marketing

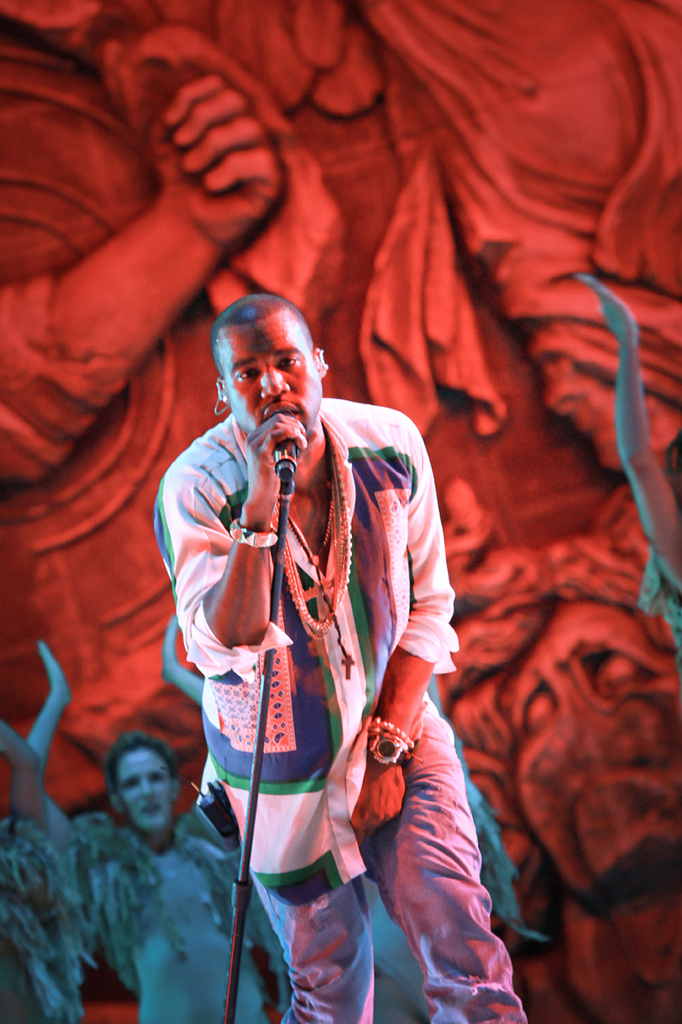
West a 2011-es SWU Music & Arts Fesztiválon, Brazíliában

Az album kiadása előtt West ingyenes adta ki az album dalait a G.O.O.D. Fridays sorozatán keresztül péntekenként. A program nagyon sikeres volt az album megjelenését megelőző időszakban. Karen Civil, online marketing szakértő az ötletről a következőt mondta: „Zseniális ötlet. Valami olyat csinált, amit még senki előtte nem tett meg, addig a pontig, amíg a legutáltabb ember volt a zeneiparban.” A G.O.O.D. Fridays eredetileg decemberig futott volna, de West meghosszabbította 2011 januárjáig.
2010. szeptember 12-én West előadta a Runawayt a 2010-es MTV Video Music Awardson. Három héttel később, október 2-án pedig a Saturday Night Live-on a Powerrel együtt. Két nappal később jelentette be az album megjelenési időpontját, amely november 22. lett. A My Beautiful Dark Twisted Fantasy $3.99-ért jelent meg az Amazonon. Négy kislemez jelent meg az albumról, mind elérte a Billboard Hot 100 legjobb 40 helyének egyikét – a Power (megjelent: 2010. július 1.; slágerlista: 22. hely), a Runaway (megjelent: 2010. október 4.; slágerlista: 12. hely), a Monster (megjelent: 2010. október 23.; slágerlista: 18. hely) és az All of the Lights (megjelent: 2011. január 18.; slágerlista: 18. hely).
A 35 perces Runaway című film, amelyet West rendezett, 2010. október 23-án jelent meg. A rövidfilmet Prágában forgatták négy nap alatt, 2010 nyarán, West és Selita Ebanks főszereplésével. A forgatókönyvet Hype Williams írta, a történetet West. West azt mondta, hogy a videó bemutatja azt, hogy miről álmodik és párhuzamot állít zenei karrierjével: „Egy Földre hullott főnix története, akiből a barátnőm lesz és az emberek diszkriminálják és végül élve el kell égetnie magát, hogy visszajusson a világába. Nagyon éreztem a főnix gondolatát. A szívemben volt egy ideje. Lehet, hogy párhuzamban van a karrieremmel. Tavaly egy Molotov-koktélt dobtam a karrieremre, és egy jobb emberként kellett visszajönnöm.” Egy párizsi vetítés alatt igazán megmutatkozott mennyit jelent érzelmileg Westnek a film, elsírta magát. Később azt mondta, hogy az, hogy zenéjének és művészetének milyen hatása van az emberekre az oka, amiért még mindig folytatja a zenélést.
Az album megjelenését követően West headliner volt több nagy fesztiválon is, mint az SXSW 2011, a Lollapalooza, az Austin City Limits, és a Coachella 2011. Az utóbbit a The Hollywood Reporter úgy jellemezte, mint „minden idők egyik legjobb hiphop koncertje.”

## Eladások
A megjelenés utáni első héten a My Beautiful Dark Twisted Fantasy első helyen debütált a Billboard 200-on, 496 ezer eladott példánnyal az Egyesült Államokban. Ennek az albumnak köszönhető, hogy Nicki Minaj debütáló albuma, a Pink Friday, amelyből 375 ezer példány kelt el, csak második helyig jutott. Ez a hét volt az első alkalom az előző két évben, hogy két albumból is több, mint 300 ezret adtak el. Ez West negyedik albuma volt sorozatban, amely elérte az első helyét a slágerlistának és megelőzte az 808s & Heartbreak album első heti eladásait. Az album első helyet ért el Kanadában, a negyedik ilyen West albumai közül. Negyedik helyig jutott Dániában és hatodikig Ausztráliában az ARIA listákon.
A Billboard 200-on a második hetében hetedik helyet ért el a My Beautiful Dark Twisted Fantasy és 108 ezer példányt adtak el belőle. Az album 115 hetet töltött végül a listán. 2011 júniusára minden idők második legkeresettebb rapalbuma lett. 2020. november 30-án tripla platina minősítést kapott az Amerikai Hanglemezgyártók Szövetségétől (RIAA), három millió eladott példányért. Ugyanebben az évben érte le az egymilliárd streamet Spotifyon, jelenleg 1.8 milliárd felett tart.

## Ranglisták
2010 végén több magazin is helyet adott a My Beautiful Dark Twisted Fantasynek az évzáró listáján. Sokan az év legjobb albumának nevezték, többek között a Billboard, a Time, a Slant Magazine, a Pitchfork, a Rolling Stone, és a Spin is. Az év albumának szavazták a The Village Voice 2010-es Pazz & Jop listáján, míg a Power, Runaway és Monster kislemezek a legjobb tíz hely egyikén szerepeltek a kislemezlistán. A Metacritic 2010 legjobb albumának és a 2010-es évek hatodik legjobb albumának nevezte.
A My Beautiful Dark Twisted Fantasy szerepelt évtizedes és minden idők legjobbjai listákon is. 2012-ben szerepelt a Complex 25 Rap Albums From the Past Decade That Deserve Classic Status listáján, illetve 2013-ban az elmúlt öt év legjobb hiphop albumának nevezték. Az album szerepelt az 1001 lemez, amit hallanod kell, mielőtt meghalsz könyvben. 2014 augusztusában a Pitchfork a 2010-es évek addigi legjobb albumának nevezte. Christgau az évtized nyolcadik legjobb albumának nevezte.
Ehhez hasonló listák alapján az Acclaimed Music a My Beautiful Dark Twisted Fantasyt minden idők 26. legjobban fogadott albumának nevezte és harmadiknak hiphop albumok között. A Rolling Stone Minden idők 500 legjobb albuma listáján 2012-ben 353. volt, míg 2020-ban 17.
| Kiadó                     | Ország             | Lista címe                                                | Év   | Pozíció | For.    |
| ------------------------- | ------------------ | --------------------------------------------------------- | ---- | ------- | ------- |
| Joe                       | Írország           | The 20 Best Albums of the Decade (2010–2019)              | 2019 | 7       | [ 53 ]  |
| Mondo Sonoro              | Spanyolország      | Best National and International Albums of the Year        | 2010 | 18      | [ 54 ]  |
| Clash                     | Egyesült Királyság | The Top 100 Albums of Clash's Lifetime (2004–2014)        | 2015 | 1       | [ 55 ]  |
| Crack Magazine            | Egyesült Királyság | The Top 100 Albums of the Decade (2010–2019)              | 2019 | 23      | [ 56 ]  |
| Fact                      | Egyesült Királyság | The 40 Best Albums of 2010                                | 2010 | 2       | [ 57 ]  |
| The Guardian              | Egyesült Királyság | The 100 Best Albums of the 21st Century                   | 2019 | 3       | [ 58 ]  |
| NME                       | Egyesült Királyság | 50 Best Albums of 2010                                    | 2010 | 34      | [ 59 ]  |
| NME                       | Egyesült Királyság | The 500 Greatest Albums of All Time                       | 2013 | 21      | [ 60 ]  |
| NME                       | Egyesült Királyság | 25 Best Albums of the Decade (So Far)                     | 2014 | 2       | [ 61 ]  |
| The Quietus               | Egyesült Királyság | The Top 100 Albums of the Quietus' Existence (2008–2018)  | 2018 | 12      | [ 62 ]  |
| The A.V. Club             | Egyesült Államok   | The Best Music of 2010                                    | 2010 | 1       | [ 63 ]  |
| The A.V. Club             | Egyesült Államok   | 50 Favorite Albums of the 2010s                           | 2019 | 1       | [ 64 ]  |
| Beats Per Minute          | Egyesült Államok   | The Top 50 Albums of 2010                                 | 2011 | 1       | [ 65 ]  |
| Beats Per Minute          | Egyesült Államok   | The Top 130 Albums                                        | 2013 | 1       | [ 66 ]  |
| Billboard                 | Egyesült Államok   | Top 10 Albums of 2010                                     | 2010 | 1       | [ 67 ]  |
| Billboard                 | Egyesült Államok   | The 25 Best Albums of 2010                                | 2010 | 1       | [ 68 ]  |
| Billboard                 | Egyesült Államok   | 100 Best Albums of the 2010s                              | 2019 | 1       | [ 69 ]  |
| Cleveland.com             | Egyesült Államok   | 100 Greatest Albums of the 2010s                          | 2019 | 1       | [ 70 ]  |
| Complex                   | Egyesült Államok   | The 100 Best Albums of the Complex Decade (2002–2012)     | 2012 | 7       | [ 71 ]  |
| Complex                   | Egyesült Államok   | Best Albums of the 2010s                                  | 2019 | 1       | [ 72 ]  |
| Consequence of Sound      | Egyesült Államok   | The Top 100 Albums of 2010                                | 2010 | 2       | [ 73 ]  |
| Consequence of Sound      | Egyesült Államok   | Top 100 Albums of the 2010s                               | 2019 | 3       | [ 74 ]  |
| Entertainment Weekly      | Egyesült Államok   | 10 Best Albums of 2010                                    | 2010 | 2       | [ 75 ]  |
| Entertainment Weekly      | Egyesült Államok   | Greatest Albums of all Time                               | 2016 | 8       | [ 76 ]  |
| Esquire                   | Egyesült Államok   | The Best Albums of the 2010s                              | 2019 | 10      | [ 77 ]  |
| Genius                    | Egyesült Államok   | 100 Best Albums of the 2010s                              | 2019 | 1       | [ 78 ]  |
| GQ                        | Egyesült Államok   | The 21 Albums from the 21st Century Every Man Should Hear | 2014 | 1       | [ 79 ]  |
| Insider                   | Egyesült Államok   | The 15 Best albums of the Decade (2010–2019)              | 2019 | 6       | [ 80 ]  |
| The Mercury News          | Egyesült Államok   | 50 Best Albums of the Decade (2010–2019)                  | 2019 | 2       | [ 81 ]  |
| Metacritic                | Egyesült Államok   | The Best Albums of 2010                                   | 2011 | 1       | [ 82 ]  |
| Metacritic                | Egyesült Államok   | The Best Albums of the Decade (2010–2019)                 | 2019 | 6       | [ 83 ]  |
| New York Post             | Egyesült Államok   | Best Albums of the Decade (2010–2019)                     | 2019 | 1       | [ 84 ]  |
| Noisey                    | Egyesült Államok   | The 100 Best Albums of the 2010s                          | 2019 | 20      | [ 85 ]  |
| Odyssey                   | Egyesült Államok   | 30 Best Albums of the Decade (So Far)                     | 2016 | 1       | [ 86 ]  |
| Paste                     | Egyesült Államok   | The 100 Best Albums of the 2010s                          | 2019 | 4       | [ 87 ]  |
| Complex: Pigeons & Planes | Egyesült Államok   | The Best Albums in Pigeons & Planes History               | 2013 | 1       | [ 88 ]  |
| Pitchfork                 | Egyesült Államok   | The Top 50 Albums of 2010                                 | 2010 | 1       | [ 89 ]  |
| Pitchfork                 | Egyesült Államok   | The 100 Best Albums of the Decade So Far (2010–2014)      | 2014 | 1       | [ 90 ]  |
| Pitchfork                 | Egyesült Államok   | The 200 Best Albums of the 2010s                          | 2019 | 2       | [ 91 ]  |
| Rolling Stone             | Egyesült Államok   | Best Albums of 2010                                       | 2010 | 1       | [ 92 ]  |
| Rolling Stone             | Egyesült Államok   | Minden idők 500 legjobb albuma                            | 2012 | 353     | [ 93 ]  |
| Rolling Stone             | Egyesült Államok   | 100 Best Albums of the 2010s                              | 2019 | 1       | [ 94 ]  |
| Rolling Stone             | Egyesült Államok   | Minden idők 500 legjobb albuma                            | 2020 | 17      | [ 52 ]  |
| Slant Magazine            | Egyesült Államok   | The 100 Best Albums of the 2010s                          | 2019 | 1       | [ 95 ]  |
| Spin                      | Egyesült Államok   | The 300 Best Albums of the Past 30 Years (1985–2014)      | 2015 | 8       | [ 96 ]  |
| Stereogum                 | Egyesült Államok   | Top 50 Albums of 2010                                     | 2010 | 1       | [ 97 ]  |
| Stereogum                 | Egyesült Államok   | The 100 Best Albums of the 2010s                          | 2019 | 4       | [ 98 ]  |
| Time                      | Egyesült Államok   | The Top 10 Everything of 2010                             | 2010 | 1       | [ 99 ]  |
| Uproxx                    | Egyesült Államok   | The Best Albums of the 2010s                              | 2019 | 2       | [ 100 ] |
| Vibe                      | Egyesült Államok   | The Greatest 50 Albums Since '93                          | 2013 | 6       | [ 101 ] |
| The Village Voice         | Egyesült Államok   | Pazz & Jop critics' poll of 2010                          | 2010 | 1       | [ 102 ] |

## Díjak
A My Beautiful Dark Twisted Fantasy elnyerte mindkét díjat az Év albuma és a Reader's Choice: Best Album kategóriákban a 2010-es HipHopDX díjátadón. 2011-ben jelölve volt az Outstanding Album díjra a NAACP Image Awardson és a BET Hip Hop Awardson elnyerte az Év CD-je díjat. A 2011-es Billboard Music Awardson pedig jelölték a Top Rap Album díjra, ahol végül alulmaradt Eminem Recovery (2010) albumával szemben.
Az 54. Grammy díjátadón 2012-ben jelölve volt a Legjobb Rap Album díjra. Az All of the Lightsot jelölték az Év dala, az Év rap dala és a Legjobb rap/ének együttműködés kategóriákban, amelyekből az utóbbi kettőt elnyerte. Az, hogy az Év albumának nem jelölték a My Beautiful Dark Twisted Fantasy-t, az egyik legnagyobb hiány volt a díjátadón. 2011-ben Touré (Time) azt írta, hogy érthetetlen, hogy nem volt jelölve, tekintve, hogy „az MBDTF messze a legjobban fogadott album évek óta [...] Eladásokat tekintve is jól teljesített: több mint 1.2 millió fogyott belőle eddig. Szóval mi történt? Hogy lehet, hogy a Grammy eltekintett Kanye magnum opuszától?” Az újságíró szerint a díjátadó szimplán nem tiszteli a hiphop műfajt és nem érti annak komplexitását, illetve, hogy a díjátadó inkább popzenei albumokat és dalokat preferál.
West, aki gyakran említette, hogy mennyire elégedetlen azzal, hogy nem jelölték, a Watch the Throne turné egyik állomásán a következőt mondta: „Az én hibám, hogy ugyanabban az évben adtam ki a Watch the Throne-t és a Dark Fantasy-t. Jobban szét kellett volna osztanom, csak egy kicsit.”

## Számlista
| My Beautiful Dark Twisted Fantasy | My Beautiful Dark Twisted Fantasy                                                  | My Beautiful Dark Twisted Fantasy | My Beautiful Dark Twisted Fantasy | My Beautiful Dark Twisted Fantasy | My Beautiful Dark Twisted Fantasy | My Beautiful Dark Twisted Fantasy | My Beautiful Dark Twisted Fantasy | My Beautiful Dark Twisted Fantasy | My Beautiful Dark Twisted Fantasy |
|                                   | Cím                                                                                | Szerző(k) | Hossz                             |                                   |                                   |                                   |                                   |                                   |                                   |
| --------------------------------- | ---------------------------------------------------------------------------------- | --- | --------------------------------- | --------------------------------- | --------------------------------- | --------------------------------- | --------------------------------- | --------------------------------- | --------------------------------- |
| 1.                                | Dark Fantasy                                                                       | Kanye West Robert Diggs Ernest Wilson Jeff Bhasker Mike Dean Malik Jones Justin Vernon Onika Maraj Jon Anderson Mike Oldfield                                                       | 4:40                              |                                   |                                   |                                   |                                   |                                   |                                   |
| 2.                                | Gorgeous (Kid Cudi és Raekwon közreműködésével)                                    | West Wilson M. Dean Jones Che Smith Corey Woods Scott Mescudi Gene Clark Roger McGuinn                                                                                              | 5:57                              |                                   |                                   |                                   |                                   |                                   |                                   |
| 3.                                | Power                                                                              | West Larry Griffin, Jr. M. Dean Bhasker Andwele Gardner Ken Lewis Francois Bernheim Jean-Pierre Lang Boris Bergman Robert Fripp Michael Giles Greg Lake Ian McDonald Peter Sinfield | 4:52                              |                                   |                                   |                                   |                                   |                                   |                                   |
| 4.                                | All of the Lights (Interlude)                                                      | West M. Dean | 1:02                              |                                   |                                   |                                   |                                   |                                   |                                   |
| 5.                                | All of the Lights                                                                  | West Bhasker Mescudi Jones Warren Trotter Stacy Ferguson | 4:59                              |                                   |                                   |                                   |                                   |                                   |                                   |
| 6.                                | Monster (Jay-Z, Rick Ross, Nicki Minaj és Bon Iver közreműködésével)               | West Shawn Carter Patrick Reynolds M. Dean William Roberts II Maraj Vernon Jones Ben Bronfman Daniel Lynas Harley Wertheimer                                                        | 6:18                              |                                   |                                   |                                   |                                   |                                   |                                   |
| 7.                                | So Appalled (Swizz Beatz, Jay-Z, Pusha T, Cyhi the Prynce és RZA közreműködésével) | West Wilson M. Dean Carter Terrence Thornton Cydel Young Kasseem Dean Diggs Manfred Mann                                                                                            | 6:38                              |                                   |                                   |                                   |                                   |                                   |                                   |
| 8.                                | Devil in a New Dress (Rick Ross közreműködésével)                                  | West Roosevelt Harrell M. Dean Roberts II Jones Carole King Gerry Goffin | 5:52                              |                                   |                                   |                                   |                                   |                                   |                                   |
| 9.                                | Runaway (Pusha T közreműködésével)                                                 | West Emile Haynie Thornton Bhasker M. Dean Jones Peter Phillips John Branch | 9:08                              |                                   |                                   |                                   |                                   |                                   |                                   |
| 10.                               | Hell of a Life                                                                     | West Mike Caren Wilson M. Dean Sylvester Stewart Tony Joe White Terence Butler Anthony Iommi John Osbourne William Ward                                                             | 5:27                              |                                   |                                   |                                   |                                   |                                   |                                   |
| 11.                               | Blame Game (John Legend közreműködésével)                                          | West Justin Franks Chloe Mitchell M. Dean John Stephens Richard James | 7:49                              |                                   |                                   |                                   |                                   |                                   |                                   |
| 12.                               | Lost in the World (Bon Iver közreműködésével)                                      | West Bhasker Manu Dibango James Brown Vernon Gil Scott-Heron Edwin Bocage Alfred Scramuzza                                                                                          | 4:16                              |                                   |                                   |                                   |                                   |                                   |                                   |
| 13.                               | Who Will Survive in America                                                        | West Bhasker Scott-Heron Bocage Scramuzza | 1:38                              |                                   |                                   |                                   |                                   |                                   |                                   |
| 1:08:36                           |                                                                                    | |                                   |                                   |                                   |                                   |                                   |                                   |                                   |

| iTunes bónuszdalok | iTunes bónuszdalok                                                | iTunes bónuszdalok                                | iTunes bónuszdalok | iTunes bónuszdalok | iTunes bónuszdalok | iTunes bónuszdalok | iTunes bónuszdalok | iTunes bónuszdalok | iTunes bónuszdalok |
|                    | Cím                                                               | Szerző(k)                                         | Hossz              |                    |                    |                    |                    |                    |                    |
| ------------------ | ----------------------------------------------------------------- | ------------------------------------------------- | ------------------ | ------------------ | ------------------ | ------------------ | ------------------ | ------------------ | ------------------ |
| 14.                | See Me Now (Beyoncé, Charlie Wilson és Big Sean közreműködésével) | West Sean Anderson Beyoncé Knowles Charles Wilson | 6:03               |                    |                    |                    |                    |                    |                    |
| 1:14:39            |                                                                   |                                                   |                    |                    |                    |                    |                    |                    |                    |

| 1. | Runaway (rövidfilm) | West | 35:00 |

### Feldolgozott dalok
- Dark Fantasy: In High Places, eredetileg: Jon Anderson.
- Gorgeous: You Showed Me, eredetileg: The Turtles.
- Power: It's Your Thing, eredetileg: Cold Grits; Afromerica, eredetileg: Continent Number 6; 21st Century Schizoid Man, eredetileg: King Crimson.
- So Appalled: You Are – I Am, eredetileg: Manfred Mann's Earth Band.
- Devil in a New Dress: Will You Love Me Tomorrow, eredetileg: Smokey Robinson.
- Runaway: Expo 83, eredetileg: Backyard Heavies; részletek a Rick James Live at Long Beach, CA, 1981-ból.
- Hell of a Life: She's My Baby, eredetileg: The Mojo Men; Stud-Spider, eredetileg: Tony Joe White; Iron Man, eredetileg: Black Sabbath.
- Blame Game: Avril 14th, eredetileg: Aphex Twin.
- Lost in the World: Soul Makossa, eredetileg: Manu Dibango; Think (About It), eredetileg: Lyn Collins; Woods, eredetileg: Bon Iver; Comment No. 1, eredetileg: Gil Scott-Heron.
- Who Will Survive in America: Comment No. 1, eredetileg: Gil Scott-Heron.

## Közreműködő előadók

### Zenészek
| - Jeff Bhasker – billentyűk (1, 3, 5, 7, 9, 12, 13), zongora (6), cselló hangszerelés (1) - Mike Dean – billentyűk (3, 5, 7, 10), zongora (1, 8, 11), basszusgitár (3, 8, 11), gitárok (3, 8), gitárszóló (2), cselló hangszerelés (1, 5, 7) - Ken Lewis – gitárok (2), basszusgitár (2), orgona (2), rézfúvósok és fafúvós hangszerek (5), törzsi dob programozás (12, 13), kürt hangszerelés (5), vokál (3, 12, 13) - Brent Kolatalo – billentyűk (2), dob programozás (2) - Elton John – zongora (5) - Anthony Kilhoffer – dob programozás (10, 12, 13) - Danny Flam – rézfúvósok és fafúvós hangszerek (5) - Tony Gorruso – rézfúvósok és fafúvós hangszerek (5) - Rosie Danvers – karmester (5), cselló (5) - Chris "Hitchcock" Chorney – cselló (1–3, 5, 7, 9, 11), cselló hangszerelés (11) - Mike Lovatt – trombita (4, 5) - Simon Finch – trombita (4, 5) - Andy Gathercole – trombita (5) - Tim Anderson – franciakürt (5) | - Tom Rumsby – franciakürt (5) - Richard Ashton – franciakürt (5) - Mark Frost – harsona (5) - Philip Judge – harsona (5) - Chloe Vincent – fuvola (5) - Kotono Sato – hegedű (5) - Jenny Sacha – hegedű (5) - Rachel Robson – brácsa (5) - Chloe Mitchell – vers (11) - Alvin Fields – vokál (3, 12, 13) - Ian Allen – taps (3) - Wilson Christopher – taps (3) - Uri Djemal – taps (3) - Chris Soper – taps (3) |

### Utómunka
| - Andrew Dawson – felvételek (1–3, 5–13), keverés (1, 10, 11) - Anthony Kilhoffer – felvételek (1–3, 5–10, 12, 13), keverés (2, 5, 9–13) - Mike Dean – felvételek (1–3, 5–10, 12, 13), keverés (1, 4, 6–8, 10, 11) - Noah Goldstein – felvételek (1, 2, 4, 5, 7, 8, 10–13) - Phil Joly – felvételek (2, 4), asszisztens hangmérnök (1, 2, 5, 11) - Christian Mochizuki – felvételek (2), asszisztens hangmérnök (1, 2, 5–10, 12, 13) - Pete Bischoff – felvételek (7), asszisztens hangmérnök (2, 5–8, 10, 12, 13) - Ryan Gilligan – felvételek (11) - Marcos Tovar – felvételek (Rihanna vokáljai; 5) - Manny Marroquin – keverés (3) | - Gaylord Holomalia – asszisztens hangmérnök (1, 6–8, 10) - Alex Graupera – asszisztens hangmérnök (12, 13) - Christian Plata – asszisztens hangmérnök (3) - Erik Madrid – asszisztens hangmérnök (3) - Cary Clark – asszisztens hangmérnök (9) - Ken Lewis – vokál hangmérnök (3) - Brent Kolatalo – vokál hangmérnök (3, 12, 13), kürt hangmérnök (5) - Tommy D – zenekari producer (5) - Vlado Meller – masterelés |

### Design
- Kanye West – művészeti vezető
- Virgil Abloh – művészeti vezető
- George Condo – festő (albumborító)
- M/M (Paris) – illusztráció, design
- Fabien Montique – Kanye West fényképésze

## Slágerlisták
| Slágerlista (2010–2012)                | Legmagasabb pozíció |
| -------------------------------------- | ------------------- |
| Ausztrál Albumok (ARIA)                | 6                   |
| Ausztrál Urban Albumok (ARIA)          | 2                   |
| Belga Albumok (Ultratop Flanders)      | 21                  |
| Belga Albumok (Ultratop Wallonia)      | 43                  |
| Cseh Albumok (ČNS IFPI)                | 30                  |
| Dán Albumok (Hitlisten)                | 4                   |
| Dél-Korai Nemzetközi Albumok (Gaon)    | 9                   |
| Európa (European Top 100 Albums)       | 19                  |
| Finn Albumok (Suomen virallinen lista) | 42                  |
| Francia Albumok (SNEP)                 | 28                  |
| Görög Albumok (IFPI)                   | 39                  |
| Holland Albumok (Album Top 100)        | 17                  |
| Ír Albumok (IRMA)                      | 18                  |
| Japán Albumok (Oricon)                 | 29                  |
| Kanadai Albumok (Billboard)            | 1                   |
| Mexikói Albumok (AMPROFON)             | 87                  |
| Norvég Albumok (VG-lista)              | 7                   |
| Német Albumok (Offizielle Top 100)     | 19                  |
| Skót Albumok (OCC)                     | 24                  |
| Spanyol Albumok (PROMUSICAE)           | 97                  |
| Svájci Albumok (Schweizer Hitparade)   | 10                  |
| Svéd Albumok (Sverigetopplistan)       | 19                  |
| UK Albums (OCC)                        | 16                  |
| US Billboard 200                       | 1                   |
| US Top Catalog Albums (Billboard)      | 26                  |
| US Top R&B/Hip-Hop Albums (Billboard)  | 1                   |
| US Vinyl Albums (Billboard)            | 1                   |
| Új-Zéland Albumok (RMNZ)               | 10                  |
| Slágerlista (2019)                     | Legmagasabb pozíció |
| Ausztrál Urban Albumok (ARIA)          | 23                  |
| Kanadai Albumok (Billboard)            | 114                 |
| US Billboard 200                       | 136                 |

| Év   | Slágerlista                           | Pozíció |
| ---- | ------------------------------------- | ------- |
| 2010 | Ausztrál Albumok (ARIA)               | 67      |
| 2011 | Ausztrál Albumok (ARIA)               | 49      |
| 2011 | Kanadai Albumok (Billboard)           | 21      |
| 2011 | US Billboard 200                      | 11      |
| 2011 | US Top R&B/Hip-Hop Albums (Billboard) | 4       |
| 2012 | Ausztrál Urban Albumok (ARIA)         | 45      |
| 2012 | US Top R&B/Hip-Hop Albums (Billboard) | 81      |
| 2015 | Ausztrál Urban Albumok (ARIA)         | 60      |
| 2016 | Ausztrál Urban Albumok (ARIA)         | 57      |
| 2016 | US Billboard 200                      | 186     |
| 2017 | Ausztrál Urban Albumok (ARIA)         | 56      |
| 2018 | Ausztrál Urban Albumok (ARIA)         | 48      |
| 2019 | Ausztrál Urban Albumok (ARIA)         | 37      |

## Minősítések
| Régió                    | Minősítés  | Példányszám |
| ------------------------ | ---------- | ----------- |
| Ausztrália (ARIA)        | Platina    | 70,000      |
| Dánia (IFPI Denmark)     | Platina    | 20,000      |
| Egyesült Államok (RIAA)  | 3× Platina | 1,351,000   |
| Egyesült Királyság (BPI) | Platina    | 300,000     |

## Kiadások
| Régió       | Dátum              | Kiadó               | Formátum(ok)          | For.    |
| ----------- | ------------------ | ------------------- | --------------------- | ------- |
| Világszerte | 2010. november 22. | Def Jam Roc A Fella | CD digitális letöltés | [ 155 ] |
| Világszerte | 2010. december 28. | Def Jam Roc A Fella | Hanglemez             | [ 156 ] |